# 신지아 (피겨스케이팅 선수)
신지아(2008년 3월 19일 ~ )은 대한민국의 피겨스케이팅 선수이다.